# Костные позвоночные
Ко́стные позвоно́чные (лат. Euteleostomi, или Osteichthyes), — клада челюстноротых позвоночных, включающая костных рыб и четвероногих. Подразделяется на две основных клады: лучепёрые рыбы (бо́льшая часть костных рыб) и мясистолопастные (четвероногие и костные рыбы, более родственные им, чем лучепёрым рыбам). Таким образом, костные рыбы (как и рыбы в целом) являются парафилетической по отношению к четвероногим группой, из-за чего они не выделяются в современной филогенетической классификации в качестве самостоятельного таксона. Часть специалистов подразумевает под таксоном Osteichthyes, к которому традиционно относили только костных рыб, монофилетическую группу, включающую также четвероногих. В таком случае таксон Euteleostomi, изначально введённый для обозначения монофилетической группы, оказывается синонимом Osteichthyes.
Согласно филогенетическому определению Moore & Near, 2020, костные позвоночные (Osteichthyes) — наименее инклюзивная кроновая клада, включающая латимерию Latimeria chalumnae, рогозуба (Neoceratodus forsteri), нильского многопёра (Polypterus bichir), атлантического осетра (Acipenser sturio), длиннорылого панцирника (Lepisosteus osseus), ильную рыбу (Amia calva) и речного окуня (Perca fluviatilis). Для обозначения тотальной группы эти авторы применяют таксон Pan-Osteichthyes. 